# AC-862
La carretera autonómica AC-862 es una vía perteneciente a la Red Primaria Básica convencional de la Red de Carreteras de Galicia. Parte de la ciudad de Ferrol, en el cruce con la FE-11 y termina su trazado en el límite con la provincia de Lugo, en el término municipal de Vicedo, tras cruzar el Río Sor.
En su trazado, atraviesa el núcleo urbano de Narón, el barrio de Juvia (Neda), y los núcleos urbanos de San Saturnino y Ortigueira, entre otros lugares. Tras superar la entrada del pueblo de El Barquero, en el término municipal de Mañón, un puente (hasta los años 1980 fue el antiguo puente metálico del Barquero) cruza el Río Sor, tras el cual comienza la provincia de Lugo, donde la carretera cambia de nomenclatura, pasando a denominarse LU-862. Ya con esta denominación, conecta con Vivero y termina su recorrido a las afueras de San Ciprián, en el cruce con la carretera N-642.
Actualmente, se encuentra en diversas fases de construcción la Vía de Alta Capacidad de la Costa Norte, denominada CG-1.3 en su recorrido por la provincia de La Coruña, que servirá de alternativa a la AC-862. La variante de Ortigueira fue inaugurada el 2 de julio de 2013.